# Lasiurus egregius
Lasiurus egregius — вид рукокрилих, родини Лиликові.

## Поширення, поведінка
Країни проживання: Бразилія, Колумбія, Панама. Рідкісний, низинний вид, відомий лише з кількох зразків. Повітряний комахоїд.